# Tanner Vili
Pour les articles homonymes, voir Vili.
Pas d'image ? Cliquez ici

a Compétitions nationales et continentales officielles uniquement.

b Matchs officiels uniquement.
Dernière mise à jour le 27 décembre 2017.
Tanner Alavoa Vili , né le 13 mai 1976 à Auckland (Nouvelle-Zélande), est un joueur de rugby à XV international samoan.
Il est demi d'ouverture, trois-quarts centre ou arrière, et il mesure 1,73 m pour 80 kg. Il a joué dans la Ligue Celtique avec les Border Reivers.

## Carrière
Il a eu sa première cape internationale le 29 mai 1999, à l’occasion d’un match contre l'équipe du Canada.

### Clubs successifs
- ????-2002 : Counties Manukau, NPC
- 2000-2001 : Hurricanes, Super Rugby
- 2002-2004 : Border Reivers, Ligue Celtique
- 2004-2006 : Kintetsu Liners, Top League
- 2007-2008 : Counties Manukau, NPC
- 2008-2010 : King Country, Heartland Championship

## Palmarès

### Sélection nationale
- 31 sélections avec l'Équipe des Samoa de rugby à XV
- 99 points
- 4 essais, 20 transformations, 13 pénalités
- Nombre de sélections par année : 4 en 1999, 6 en 2000, 5 en 2001, 4 en 2003, 3 en 2004, 5 en 2005 et 3 en 2006.
- Participation à la Coupe du monde de rugby 2003 (4 matchs, 4 comme titulaire), à la Coupe du monde de rugby 1999 (1 match, 0 comme titulaire)

- 3 sélections avec les Pacific Islanders en 2004.
- 0 point